# Bethlehem Steel
Bethlehem Steel Corporation, fondata nel 1857, con sede a Bethlehem nello stato della Pennsylvania, è stata la seconda più grande industria dell'acciaio degli Stati Uniti seconda solo alla concorrente US Steel con sede a Pittsburg e grazie alla sua controllata Bethlehem Shipbuilding Corporation era una delle tre principali imprese private di costruzioni navali americane nel corso della prima metà del XX secolo, insieme a Newport News Shipbuilding e a New York Shipbuilding.
La società dopo fallimento avvenuto nel 2001 è stata liquidata nel 2003 e le sue attività cedute all'International Steel Group acquisita a sua volta nel 2005 da Mittal Steel; tale acquisizione ha messo fine alla proprietà americana di Bethlehem Steel.
Il fallimento di Bethlehem Steel viene spesso citato come uno degli esempi più significativi dei cambiamenti avvenuti nell'economia americana e mondiale tra la fine del XX e l'inizio del XXI secolo in cui si è imposta la delocalizzazione nel segno della globalizzazione e della incapacità di molte imprese ad adeguarsi a tali cambiamenti.

## Cantieristica
La Bethlehem Steel Corporation attraverso la sua controllata Bethlehem Shipbuilding Corporation possedeva una serie di cantieri navali che dopo la liquidazione della società vennero acquisiti da altre società o sono stati smantellati. I cantieri Bethlehem Shipbuilding erano i più importanti degli Stati Uniti e la capacità di realizzare qualsiasi tipo di nave sia civile sia militare. Tra gli stabilimenti della società il Fore River Shipyard che era anche la sede della Bethlehem Shipbuilding Corporation.

## Realizzazioni emblematiche degli Stati Uniti

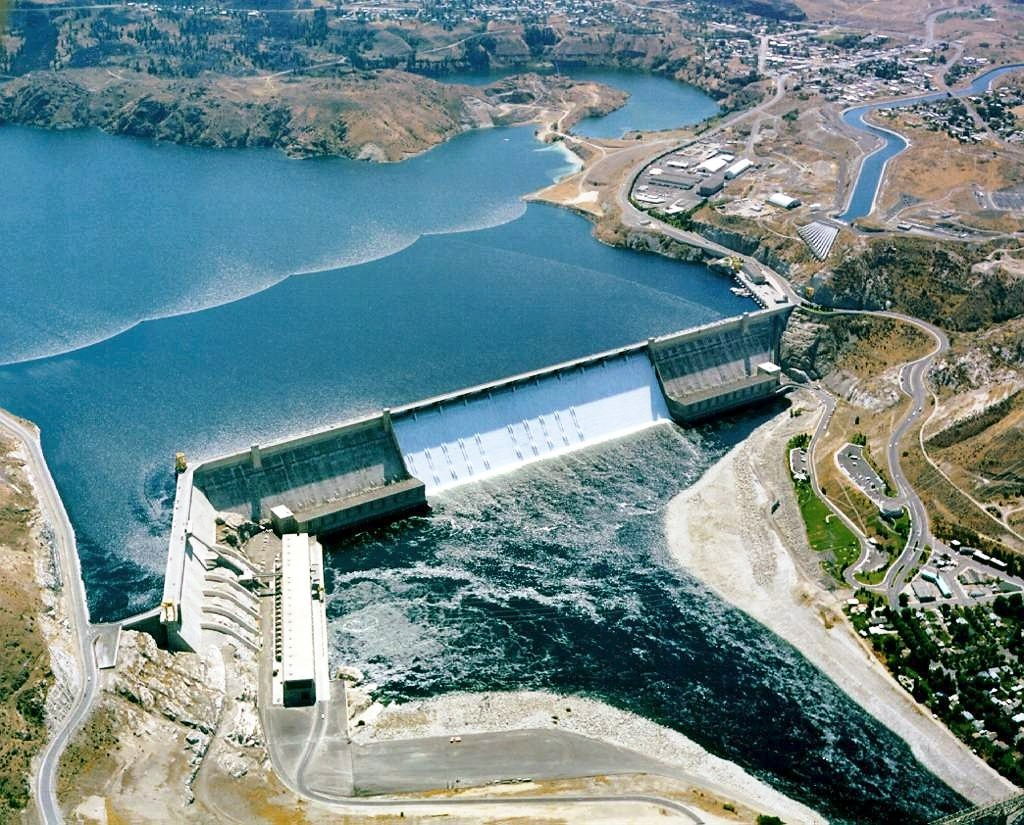
La diga Grand Coulee

Sotto la guida di Eugene Grace che fu presidente della società dal 1916 al 1945 e presidente della giunta direttiva dal 1945 fino al suo pensionamento nel 1957 la Bethlehem Steel ha prodotto l'acciaio utilizzato nella realizzazioni di importanti costruzioni degli Stati Uniti.
- Ponti

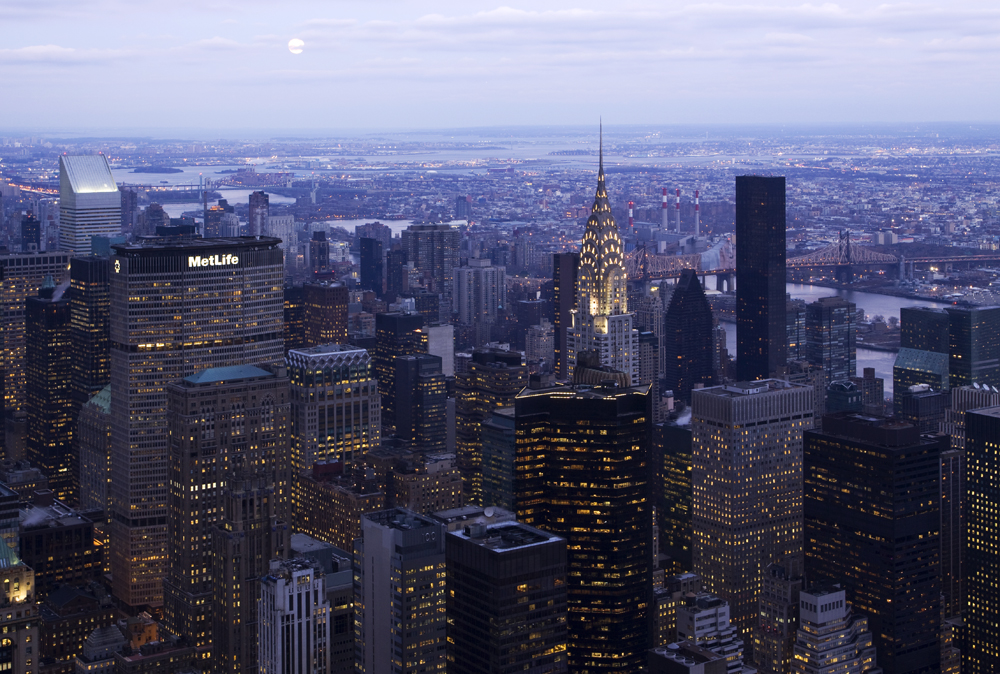
il grattacielo Chrysler a Manhattan

1. Ponte George Washington a New York
2. Golden Gate Bridge a San Francisco in California
3. Ponte di Verrazzano a New York[1]

- Edifici

1. Chrysler Building a New York
2. Empire State Building a New York
3. Madison Square Garden a New York
4. Merchandise Mart a Chicago nello stato dell'Illinois
5. Rockefeller Center a New York
6. Waldorf-Astoria Hotel a New York
7. One Chase Manhattan Plaza a New york (alla cui costruzione Bethlehem Steel ha contribuito con la fornitura di 53.000 tonnellate di acciaio[2])
8. Isola di Alcatraz nella Baia di San Francisco

- Dighe

1. Diga di Bonneville tra lo stato dell'Oregon e lo stato di Washington nel fiume Columbia
2. Grand Coulee Dam nel fiume Columbia nello stato di Washington
3. Diga di Hoover nel fiume Colorado alla frontiera tra gli stati dell'Arizona e del Nevada